# Astrid
Astrid je ženské křestní jméno švédského původu. Další variantou jména je Astrida. Pochází ze starošvédského jména Astriss a vykládá se jako "bohu působící radost, bohem milovaná, božská jezdkyně". Může pocházet ze starého severského jména Ástrídr znamenající "nebeský bůh"
Někdy se odvozuje i od řeckého slova astron tedy "souhvězdí". Případně se považuje též za ženskou obměnu mužského řeckého jména Aristid.
Podle maďarského kalendáře má svátek 12. listopadu.

## Astrid v jiných jazycích
- Slovensky: Astrid
- Německy, švédsky: Astrid
- Polsky: Astryda
- Rusky: Astra
- Maďarsky: Asztrid

## Známé nositelky jména
- Princezna Astrid Belgická, arcivévodkyně Rakouská Este, vévodkyně z Modeny, princezna rakouská, uherská a česká.
- Astrid Beckmann - německá fyzička
- Astrid Cleve - švédská botanička, chemička, geoložka a badatelka
- Astrid Gjertsen - norská politička
- Astrid Krag - dánská politička, členka parlamentu Norského Hnutí Odporu během 2. světové války
- Astrid Lindgrenová – velmi úspěšná švédská autorka knih pro děti
- Astrid Løken - norská entomoložka a členka norského Hnutí pro odpor během 2. světové války
- Astrid Švédská – královna Belgie, princezna Švédská
- Astrid Smeplass – norská zpěvačka a skladatelka
- Astrid Thors - finská politička